# Norberčany
Norberčany är en ort i Tjeckien. Den ligger i den östra delen av landet, 220 km öster om huvudstaden Prag. Norberčany ligger 558 meter över havet och antalet invånare är 360.
Terrängen runt Norberčany är platt västerut, men österut är den kuperad. Runt Norberčany är det mycket glesbefolkat, med 7 invånare per kvadratkilometer. Närmaste större samhälle är Šternberk, 15,1 km väster om Norberčany. Omgivningarna runt Norberčany är en mosaik av jordbruksmark och naturlig växtlighet.